# Valina
La valina (de la planta valeriana), abreujada Val o V, és un dels 20 aminoàcids naturals més comuns de la Terra. En l'ARN missatger està codificada per GUA, GUG, GUU o GUC. Nutricionalment, en humans, és un dels aminoàcids essencials.
Algunes fonts nutricionals de valina: mató, peix, aviram, cacauets, llavors de sèsam, i llenties.
En un informe de l'any 1994 de les 5 principals companyies tabaqueres, la valina (per motius desconeguts) figurava en la relació de 599 additius habituals de les cigarretes.